# 111P/Helin-Roman-Crockett
La comète Helin-Roman-Crockett, officiellement 111P/Helin-Roman-Crockett, est une comète périodique du système solaire, découverte le 2 janvier 1989 par Eleanor Francis Helin à l'observatoire Palomar en Californie.

## Satellite temporaire de Jupiter
Les calculs ont montré que la comète a été un satellite temporaire de Jupiter de 1968 à 1985. Il est prévu que la comète deviennent à nouveau un satellite temporaire de la planète géante en 2068.